# Забуянська сільська рада
| Забуянська сільська рада — орган місцевого самоврядування у Макарівському районі Київської області з адміністративним центром у с. Забуяння. Водоймища на території, підпорядкованій даній раді: Гульва. Сільській раді підпорядковані населені пункти: - с. Забуяння - с. Волосінь - с. Макарівська Буда - с. Соболівка |

## Склад ради
Рада складається з 16 депутатів та голови.

### Керівний склад ради
| ПІБ                          | Основні відомості                                                                       | Дата обрання | Дата звільнення |
| ---------------------------- | --------------------------------------------------------------------------------------- | ------------ | --------------- |
| Кубіцька Людмила Петрівна    | Сільський голова, 1961 року народження, освіта, позапартійна                            | 26.03.2006   | 26.10.2009      |
| Потапенко Ніна Михайлівна    | Сільський голова, 1960 року народження, освіта середня спеціальна, член Партії регіонів | 31.10.2010   | 15.12.2013      |
| Герасименко Михайло Юрійович | Сільський голова, 1986 року народження, освіта вища, безпартійний                       | 15.12.2013   |                 |

Примітка: таблиця складена за даними джерела